# 美国海岸警卫队学院
美国海岸警卫队学院（英語：United States Coast Guard Academy），位于美国康涅狄格州新伦敦，为美国海岸防卫队所属军事院校，为美国联邦军事院校中规模最小的一个。美国海岸防卫队学院主要负责培训海岸防卫队的军官。
跟其他四所美国联邦军事院校不同的是，美国海岸防卫队学院无需地区联邦众议员的推荐即可申请。

## 學術
- 根據美國新聞與世界報導，該校在區域性大學北區排名第一名[2]。